# 사이아트
사이아트(SciArt)는 마니주엔터테인먼트에서 개발한 사이버 가수로, 사이아트의 목소리에 보컬로이드인 미리암(MIRIAM)이 사용되었다.

## 같이 보기
- 보컬로이드